# Coperto
La parola coperto indica, nell'apparecchiatura della tavola, lo spazio con tutti gli oggetti che vengono predisposti per un singolo commensale. 
Il coperto è legato agli usi dei vari paesi e alle tipologie di cibi che vengono serviti, può variare molto anche all'interno di una stessa cultura culinaria se casalingo, per la ristorazione o per pasti formali ed eleganti.
Comprende le stoviglie, le posate, i bicchieri, la tovaglia, il tovagliolo e, nel caso di apparecchiature formali, molti altri pezzi.
Nella ristorazione il coperto comprende inoltre la tipologia qualitativa del servizio reso, la particolarità del ristorante stesso, la professionalità del personale e gli ulteriori servizi non quantificati nel conto.
Il pagamento del coperto nei ristoranti nacque nel Medioevo quando molte persone usufruivano delle locande per consumare il proprio cibo, soprattutto (se non solamente) nella stagione fredda e nelle giornate di cattivo tempo. L'oste pertanto, non potendo  vendere il suo cibo a costoro, metteva piuttosto in conto il servizio per il posto coperto (da cui appunto prende il nome) e, spesso, per l'utilizzo di posate e piatto
.

## Formale

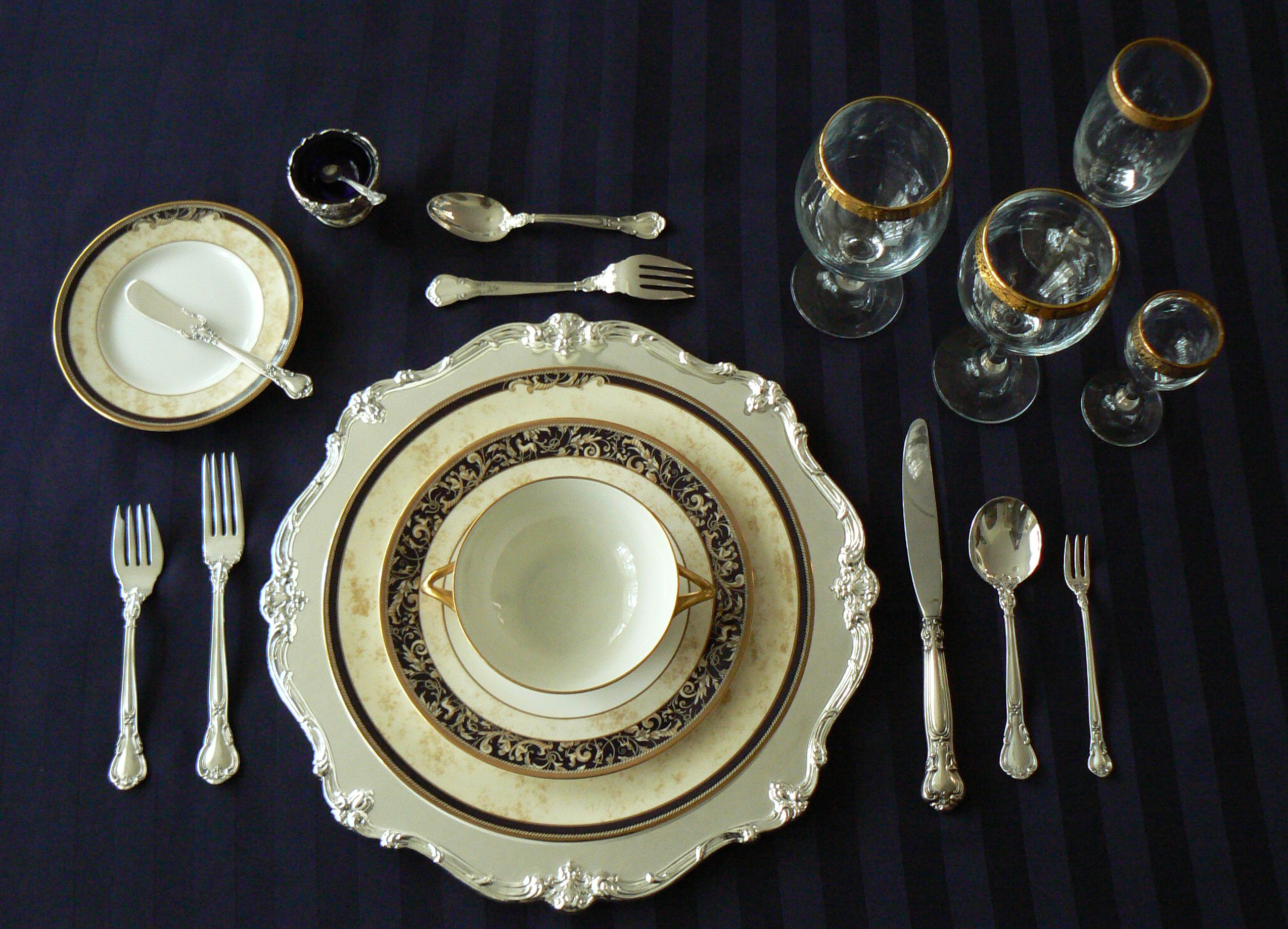
Coperto formale

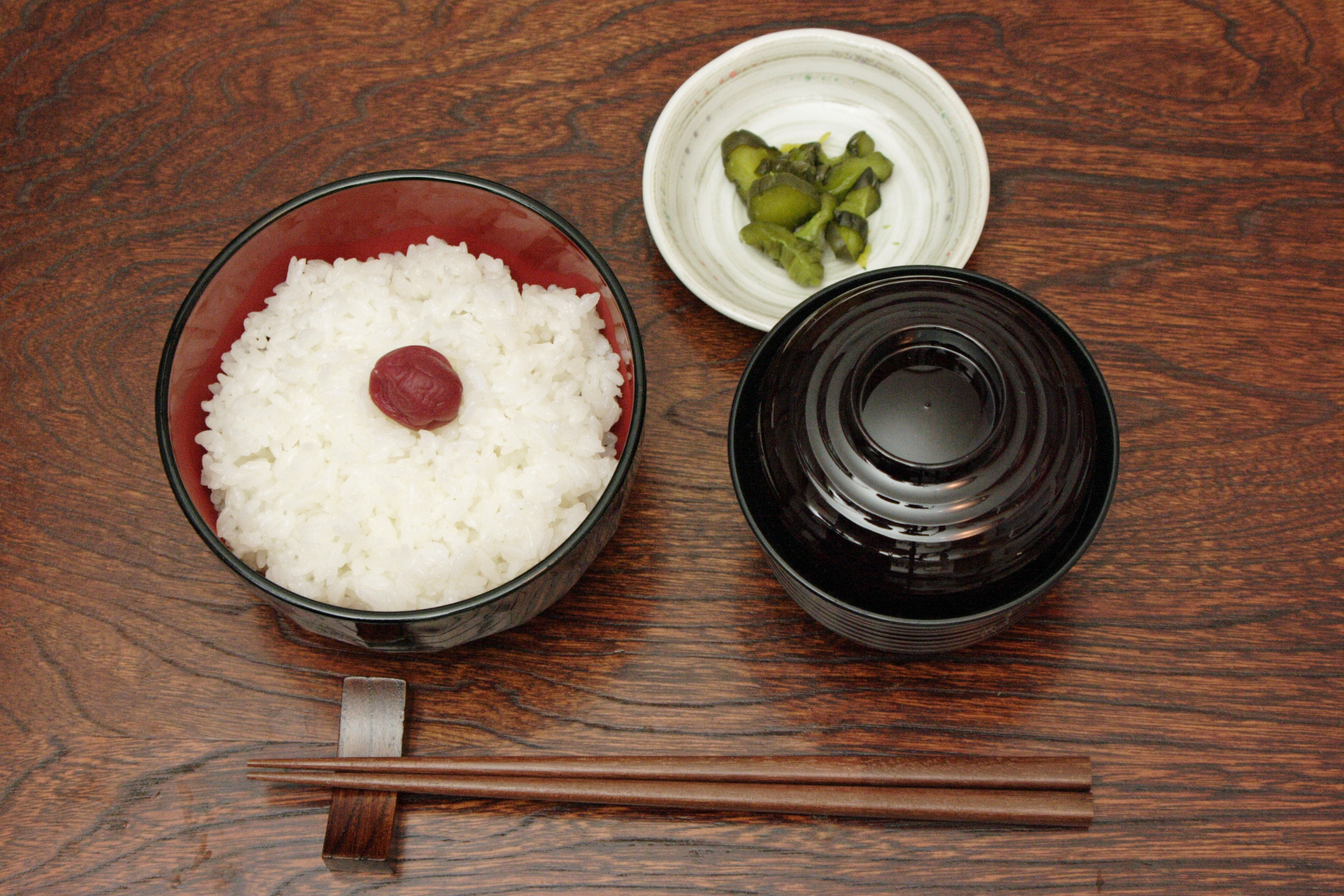
Composizione tipica di un coperto giapponese

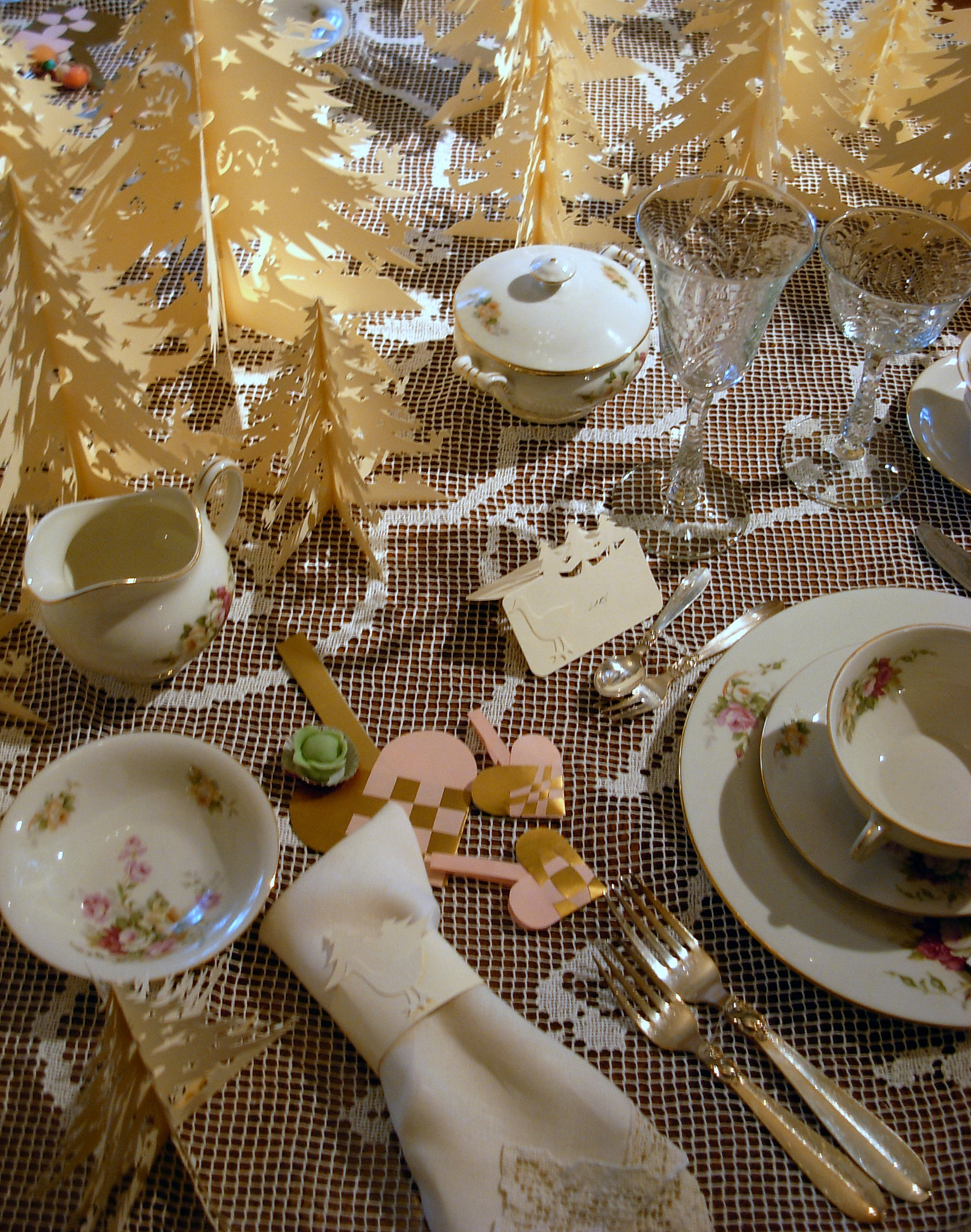
Coperto natalizio con segnaposto e decorazioni natalizie

### Stoviglie
- Sottopiatto
- Piatto piano, in numero uguale alle portate
- Piatto da antipasto
- Piatto fondo (detto anche fondina) o tazza da consommé
- Piattino da frutta
- Piattino o ciotolina da dolce
- Piattino per pane
- Ciotola sciacquamani
  - All'Inglese
- Tazza da tè
- Lattiera
- Zuccheriera

### Cristalleria
- Bicchiere da acqua
- Bicchiere da vino rosso
- Bicchiere da vini bianco
- Bicchiere da vino da dessert: flûte o coppa

### Posate
A sinistra si pongono le forchette, almeno due, e a destra le posate che iniziano con la C, con il cucchiaio all'esterno in modo tale che il coltello finisca invece in prossimità del piatto coprendo la lama. L'ordine deve poi seguire quello del menù, ponendo all'esterno le prime posate che saranno usate. Le posate da dolce sono posizionate in alto rispetto al piatto, con il coltello sempre più vicino e seguito poi da forchetta e cucchiaio. 
- Cucchiaio
- Coltello
- Forchetta, una per ogni portata
- Forchetta da frutta
- Coltello da frutta
- Forchetta da dolce, o cucchiaio da dolce
- Coltello da dolce
  - Se richieste
- Coltello da pesce
- Forchetta da pesce

o altre posate speciali come molle per lumache, pinze per aragosta, forchetta da fonduta.

### Telerie
- Coprimacchia
- Tovaglia
- Tovagliolo
- Tovaglietta americana

### Varie
- Portatovagliolo
- Segnaposto
- Saliera